# Rallye Finnland 1976
Die 26. Rallye Finnland (auch 1000-Seen-Rallye genannt) war der 7. Lauf zur Rallye-Weltmeisterschaft 1976. Sie fand vom 27. bis zum 29. August in der Region von Jyväskylä statt.

## Klassifikationen

### Endergebnis
| Rang | Fahrer           | Co-Pilot        | Auto                    | Zeit (Std./Min./Sek.) | Rückstand Sieger (Std./Min.) Rückstand V (Min./Sek.) |
| ---- | ---------------- | --------------- | ----------------------- | --------------------- | ---------------------------------------------------- |
| 1    | Markku Alén      | Ilkka Kivimäki  | Fiat 131 Abarth         | 4:10:18               | 00:00                                                |
| 2    | Pentti Airikkala | Risto Virtanen  | Ford Escort RS1800 MKII | 4:11:03               | 00:45                                                |
| 3    | Hannu Mikkola    | Arne Hertz      | Toyota Celica RA21      | 4:13:32               | 03:14 02:29                                          |
| 4    | Timo Mäkinen     | Henry Liddon    | Ford Escort RS1800 MKII | 4:17:12               | 06:54 03:40                                          |
| 5    | Simo Lampinen    | Juha Markkanen  | Saab 96 V4              | 4:20:00               | 09:42 02:48                                          |
| 6    | Timo Salonen     | Jaakko Markkula | Datsun 160J             | 4:20:06               | 09:48 00:06                                          |
| 7    | Tapio Rainio     | Erkki Nyman     | Saab 96 V4              | 4:21:39               | 11:21 01:33                                          |
| 8    | Jari Vilkas      | Juhani Soini    | Saab 96 V4              | 4:25:12               | 14:54 03:33                                          |
| 9    | Markku Saaristo  | Timo Alanen     | Ford Escort RS2000 MKII | 4:25:44               | 15:26 00:32                                          |
| 10   | Leif Asterhag    | Claes Billstam  | Toyota Corolla          | 4:29:16               | 18:58 03:32                                          |

Insgesamt wurden 48 von 91 gemeldeten Fahrzeuge klassiert:

### Herstellerwertung
| Pos. | Team    | Punkte |
| ---- | ------- | ------ |
| 1    | Lancia  | 62     |
| 2    | Opel    | 42     |
| 3    | Datsun  | 36     |
| 4    | Peugeot | 30     |
| 5    | Saab    | 28     |

Die Fahrer-Weltmeisterschaft wurde erst ab 1979 ausgeschrieben.